# Tesoura de frente
 (décembre 2022).
Si vous disposez d'ouvrages ou d'articles de référence ou si vous connaissez des sites web de qualité traitant du thème abordé ici, merci de compléter l'article en donnant les références utiles à sa vérifiabilité et en les liant à la section « Notes et références ».
La tesoura de cintura de frente (litt. "ciseaux de ceinture de devant", en portugais), plus souvent abrégée en tesoura de frente (litt. "ciseaux de devant"), est un mouvement déséquilibrant de capoeira qui consiste à ceinturer l'adversaire avec les jambes avant de pivoter le corps pour le faire tomber en arrière. Le corps doit être orienté vers le dos de l'adversaire.

## Technique
- Ceinturer l'adversaire par le côté, en plaçant une jambe devant son bassin et l'autre derrière ses chevilles, tout en s'appuyant sur le sol avec une main.
- Placer le bassin aussi proche que possible du sien, sans hésiter à s'agripper à l'adversaire avec l'autre main. Plus le bassin est bas, plus il sera difficile de le faire tomber.
- Pivoter le corps vers l'avant, en exerçant une pression sur sa taille et en fauchant sa jambe d'appui avec la jambe du dessous, de manière à faire tomber l'adversaire en arrière.
- Une fois la personne à terre, se dégager aussi vite que possible.